# Ліпники (Серпецький повіт)
Ліпники (пол. Lipniki) — село в Польщі, у гміні Росьцишево Серпецького повіту Мазовецького воєводства.
Населення — 288 осіб (2011).
У 1975-1998 роках село належало до Плоцького воєводства.

## Демографія
Демографічна структура станом на 31 березня 2011 року:
|          | Загалом | Допрацездатний вік | Працездатний вік | Постпрацездатний вік |
| -------- | ------- | ------------------ | ---------------- | -------------------- |
| Чоловіки | 138     | 34                 | 90               | 14                   |
| Жінки    | 150     | 36                 | 81               | 33                   |
| Разом    | 288     | 70                 | 171              | 47                   |